# Körmendi gyermekgyilkosság
A körmendi gyermekgyilkosság 1998. április 1-jén történt. Az ügyben a körmendi Tánczos Gábort szabadságvesztésre ítélték.

## A bűneset
1998. április 1-jén 17:35 és 17:45 között megölték H. Zsófia 11 éves kislányt körmendi lakásán. Az emberölésért 2002-ben jogerősen 13 év szabadságvesztésre ítélték Tánczos Gábort, amelyből a bíróság döntése értelmében (őrizetbe vételétől számolva) kilenc év és kilenc hónap letöltése után, 2008. január 20-án feltételesen szabadult. A bűnügy kegyetlensége mellett azért is kapott tartósan nagy figyelmet, mivel számos körülmény tisztázatlan vagy ellentmondásos maradt, például az elkövetés eszköze vagy az indíték. Ügyvédje, Somos Zoltán máig kitart Tánczos ártatlansága mellett, még könyvet is írt védence történetéről.
Az akkor 19 éves férfi a rendőrségi nyomozás során többször elismerte a brutális bűncselekmény elkövetését, majd a bíróság előtt visszavonta, és később a megismételt eljárás során is végig tagadta bűnösségét. A beismerő vallomások - Tánczos Gábor tanúvallomásai szerint - fizikai kényszer és gyógyszeres befolyásoltság hatására születtek.

## Téveszmék a körmendi gyilkosság körül
Az esetet a a szélsőjobboldali, illetve nemzeti radikális körök a tiszaeszlári vérvádhoz hasonlítják; olvasatukban a gyermeket egy sakter ölte meg rituális célzattal, a gyilkosság mögött pedig egy ortodox zsidó vállalkozó állhatott, akinek új üdítőital-palackozó gyáregységét az áldozat vérével szentelték fel.
A gyilkosság kapcsán, részben a szenzációhajhász média miatt is, a közvélemény körében rengeteg téveszme él és évről-évre előállnak bombasztikus bejelentésekkel a „valódi” gyilkos személyét illetően, mely állítások rendre megcáfolódnak vagy végül mégsem teszik közzé. A bizonyítékok hiányát egy-egy ilyen elképzelésre vagy állításra csak ködös rutalásokkal próbálják magyarázni. Maga Tánczos Gábor is többször tesz utalásokat, míg mások teljes kritikusság, önkontroll és alaposság nélkül felelőtlenül megosztják ezeket a közösségi oldalokon vagy az internet más felületein, komoly megosztottságot idézve elő a társadalomban. A lapokon és portálokon kívül hozzászólásokban, blogokban és egyéb helyeken tucatnyi olyan állítólagos részletet osztanak meg, amelyekről soha semmikor nem esett szó sem a médiában, sem a nyomozati anyagok között. Ezek vélhetően a hozzászólók kitalációi, amelyek pletyka formájában terjednek ma is. Az egyik ilyen alaptalan pletyka, amely a gyilkosságot a tiszaeszlári ügyhöz akarja kötni, miszerint az áldozatnak nem volt meg a vére. A médiában megjelent hírek viszont akkor is és később is írnak Zsófia véres ruhájáról.
Az effajta szenzációsnak szánt bejelentéseket egyesek saját termékeik (pl. könyvek, videók) reklámozására használják. Dr. Lépold Józsefné, írásszakértő állította, hogy az igazi tettes meg van, de a Tánczos-aktákat 50 évre titkosították. A bejelentést 2012 júniusában közölte Újbuda TV anélkül, hogy a szakértő konkrétumot is említett volna, mely állítását alátámasztaná újabb vihart kavarva az ügy körül, mivel a bejelentést a médiában több újság és portál felkapta. Ez a fajta állítás viszont egyenesen nonszensz, mert a rendőrségi iratokat ma már egyáltalán nem titkosítják, még csak rövidebb időre sem. Lépold szavahihetőségét csorbítja, hogy részleteket állítólagos esküje miatt nem árulhatja el, ami viszont komoly erkölcsi aggályokat vetne fel egy ilyen nagy horderejű bűncselekmény esetében.
Az ügy utóéletére jellemző, hogy egy-egy hatalmas visszhangot kapott bejelentést követően sokáig csend áll be, mígnem később megint előáll valaki egy újabb „titkosítottnak, elhallgatottnak, meghamisítottnak” nevezett felfedezéssel. Vélemények szerint a lehető legolcsóbb fogás nemzetbiztonsági okokra és egyéb, maszlagnak titulált dolgokra hivatkozni, főleg amiatt, mert ezzel a Heffenträger családnak sebeket szakítanak fel.
Az állítólagos, de valószínűtlen titkosítással kapcsolatban Bana Tibor kérdéssel fordult Pintér Sándorhoz, aki viszont megerősítette, hogy az ügy soha nem volt titkos, ugyanis a tárgyalás is a sajtó bevonásával zajlott, továbbá az ORFK 2012. szeptember 14-i sajtótájékoztatón cáfolta az ügy titkosításáról elhangzott valótlan állításokat.
2023 áprilisában a TV2-n jelentették be, hogy Tánczos ügyvédjénél, Somos Zoltánnál jelentkezett egy férfi, aki állítása szerint rákos beteg, s tudomása van Heffenträger Zsófia valódi gyilkosának személyéről. Az állítólagos tanú állítása szerint könnyíteni akar lelkiismeretén mielőtt meghal. A titokzatos tanú a továbbiakban nem jelentkezett és a nagy bejelentés újból elmaradt.